# Great Houghton (South Yorkshire)
Great Houghton è un paese di 2.261 abitanti della contea del South Yorkshire, in Inghilterra.